# Philippe Pradayrol
Philippe Louis Pradayrol (ur. 16 czerwca 1966 w Awinionie, zm. 8 grudnia 1993 w Saint-Rémy-de-Provence) – francuski judoka. Olimpijczyk z Barcelony 1992, gdzie zajął piąte miejsce w wadze ekstralekkiej.
Brązowy medalista mistrzostw świata w 1991; siódmy w 1993; uczestnik zawodów w 1989. Startował w Pucharze Świata w latach 1989-1993. Zdobył osiem medali na mistrzostwach Europy w latach 1988 - 1992, w tym cztery w zawodach drużynowych. Trzeci na wojskowych MŚ w 1987 i 1989 roku.
Zginął w wypadku drogowym.

## Letnie Igrzyska Olimpijskie 1992
| Konkurencja | Eliminacje         | Eliminacje               | Eliminacje             | Eliminacje                | Repasaże            | Repasaże              | Finały                   | Klas. końcowa |
| Konkurencja | Przeciwnik I       | Przeciwnik II            | Przeciwnik III         | 1/4                       | Przeciwnik I        | Przeciwnik II         | o 3 miejsce              | Miejsce       |
| ----------- | ------------------ | ------------------------ | ---------------------- | ------------------------- | ------------------- | --------------------- | ------------------------ | ------------- |
| 65 kg       | Tony Okada (USA) Z | Salah Al-Humaidi (YEM) Z | Haldun Efemgil (TUR) Z | Richard Trautmann (GER) P | Ewan Beaton (CAN) Z | Willis García (VEN) Z | Tadanori Koshino (JPN) P | 5.            |